# Been a Long Time
Been a Long Time er et album med Cortina, udgivet i 2007. Dette er bandets første album.

## Trackliste
1. Been a Long Time
2. Falling Star
3. Here i Stand
4. Lift Me Up
5. This Is How i Feel
6. Don't Leave Me
7. Ready to Go
8. Smile Johnny
9. Western Breeze
10. In the Rain
11. Lord